# José María Mato de la Paz
José María Mato de la Paz (Madrid, 30 de marzo de 1949) es un químico español, director general del Centro de Investigación Cooperativa en Biociencias, CIC bioGUNE (Parque Tecnológico de Vizcaya) y el Centro de Investigación Cooperativa en Biomateriales, CIC biomaGUNE (Parque Científico y Tecnológico de Guipúzcoa); fue presidente del Consejo Superior de Investigaciones Científicas (1992-1996).
Licenciado por la Universidad Complutense de Madrid y Doctor por la Universidad de Leiden (Holanda), se ha especializado en redes metabólicas y de transducción de señales bioquímicas en el organismo humano, con amplia utilidad en hepatología. 
Ha sido galardonado con el Premio Nacional de Investigación Gregorio Marañón en Medicina y otros premios nacionales e internacionales por su actividad científica. Actualmente, se dedica al desarrollo de tests genómicos.